# Pibes Chorros
Pibes Chorros es un grupo musical argentino de la denominada cumbia villera. Fue fundado en 2000 en la ciudad de Berazategui, en la provincia de Buenos Aires, por el teclista y cantante Ariel Salinas, bajo la producción del sello discográfico Magenta Discos.

## Trayectoria
Pibes Chorros surgen a principios de 2000 del recién desintegrado grupo Los Chudas, liderado por Ariel Salinas y la producción económica de la discográfica Magenta Discos, que se interesó en la talentosa banda por el auge de la movida tropical que se venía generando en Argentina desde los años 1990.
Con su música más transgresora y sin frases sutiles, los Pibes Chorros se lanzaron a la música, hablando de drogas, sexo y delincuencia. Junto al lanzamiento de sus primeros temas, comenzaron a escucharse en las radios y también en las discotecas de Buenos Aires como Cemento, Pinar de Rocha, Tropitango Bailable, entre otros, e inclusive en el interior del país y en países como Paraguay, Chile y Uruguay.

«No solo es música de la villa, en los barrios bajos y los asentamientos este ritmo se escucha a morir. Ahí saben que lo que nosotros contamos no es ninguna gilada».
Ariel Salinas, en una entrevista televisiva en 2001 

Su primer álbum de estudio, Arriba las manos, fue lanzado en 2001 e incluye canciones muy escuchadas como «Andrea», «El tano pastita» y «Duraznito». El álbum llegó a ser disco de oro en tres semanas consecutivas y los medios estimaban que por cada CD original, existían seis copias ilegales.
Le siguió en 2002 un segundo álbum llamado Sólo le pido a Dios, con el éxito «La lechera», además de otras canciones como «El prisionero», «Mabel», «Llegamos los Pibes Chorros», y la versión de la canción de León Gieco «Sólo le pido a Dios», la cual da el nombre al disco. En ese mismo año estrenaron su tercer y primer álbum en vivo, titulado En vivo... Hasta la muerte, donde presentaron sus canciones «El pibe tripa», «María Esther», «La danza chorra» y «Juan Pérez».
Fue tanto su éxito que hasta aparecieron en la televisión, se los pudo ver en la telenovela de Canal 13 Son amores, junto a la banda de los hermanos Marquesi (Mariano Martínez), también junto a Natalia Oreiro en la telenovela Muñeca brava y en Mar de fondo, con Alejandro Fantino, entre otros programas exitosos del momento.
Al siguiente año, en 2003, lanzan su cuarto álbum, Criando cuervos, con temas que hasta hoy día siguen sonando en la movida como «La colorada», «Las pibas quieren sexo», «Qué calor» y «Carolina». Llegaron a presentar este disco en toda la Argentina y también en Paraguay, Brasil y Uruguay. En 2004 sale a la venta su quinto y último álbum con Ariel Salinas, El poder de la guadaña, con las canciones «Colate un dedo», «Mala mujer», «Mancuso» y «Pamela».
En 2005 Salinas abandonó el grupo luego de repetidas discusiones con la discográfica y conflictos privados con el resto de sus compañeros, ambos relacionados con motivos económicos. Sin embargo, el grupo continuó tocando junto con Salinas en presentaciones icónicas como la batalla frente a Damas Gratis, comandado por Pablo Lescano, en el marco del programa de América Televisión Pasión de sábado.
En 2006 Salinas tuvo que dejar de presentar a la banda como «los Pibes Chorros» ya que Magenta Discos era la propietaria del nombre y eso desencadenó la creación de la nueva banda, El Traidor y los Pibes. Esto trajo el pasaje de la mayoría de sus músicos de la primera formación de Pibes Chorros como Mario Monzón, quien aceptó la oferta de Salinas y también abandonó el grupo sumándose como músico al proyecto; aunque esto no separó a la banda, que siguió trabajando y grabando junto a su nuevo vocalista, Víctor Loizatti.
En 2010 el grupo se iba a presentar en Madrid, Barcelona y Valencia, pero fueron rechazados en el aeropuerto internacional de Barajas, por lo que las presentaciones quedaron canceladas y el grupo tuvo que volver a su país de origen. En 2012 Loizatti dejó la banda para la vuelta de un viejo integrante y conocido en la primera formación: Gonzalo «el Pollo» Villa. Sin embargo, tras poca repercusión, dos años más tarde, en 2014, la banda dejó de presentarse y hacer música.
De 2015 a 2020, con cambios de músicos como también integrantes que se mantienen desde la primera formación, la cara de la banda fue liderada por Salinas bajo el nombre de El Traidor y los Pibes. En 2021 Loizatti, el exvocalista del grupo original, quien había retomado la banda, falleció.
En 2022, la imagen de los Pibes Chorros volvió a aparecer en las redes sociales, esta vez con nuevos integrantes. La banda hizo presentaciones en Argentina, mientras que la banda liderada por Salinas siguió con los espectáculos, así como así también incursionaron en las redes sociales. El último espectáculo de El Traidor y los Pibes fue en Mar del Plata.
Asimismo, en febrero de 2023, la banda portadora del nombre original, comandada por el nuevo vocalista de la banda, Sebastián «el Ñery» Vera, se presentó en Santiago de Chile y Valparaíso.

## Estilo y composición
La temática de muchas de sus letras, de alto contenido violento, acaparó rápidamente la atención del público en la primera etapa del grupo. Las letras abordan aspectos de la marginalidad delincuente de la Argentina a finales de la década de 1990. Los hábitos culturales de estos sectores encontraron un canal de expresión en el mercado de la música y su correspondiente movimiento estético.

## En la cultura general
Junto con los grupos Flor de Piedra, Yerba Brava, Mala Fama, Pala Ancha y Damas Gratis, son considerados los máximos exponentes de la cumbia villera y junto a estos últimos los líderes en popularidad a lo largo de todo el país entre 2001 y 2005, cuando además existió una relevante rivalidad producto de la mala relación entre Ariel Salinas y Pablo Lescano.
La banda fue destacada como una de las bases fundamentales de la llamada cumbia villera, moviendo a la masa sociológica de la Argentina, considerándola uno de los lenguajes de la dramática realidad social de algunos. También fue descrita como algo que muchas veces hace apología al robo y a la consumición de sustancias, incluso, en sus años de más repercusión, fue prohibida en la televisión en Argentina.

«El problema en la villa es "el paco", una droga barata y letal y que se metió, nadie sabe de dónde la sacaron, pero los pibes se están muriendo todos los días, pero todavía te muestran el Obelisco, Puerto Madero y las cataratas. Esa no es la Argentina de verdad. Nosotros, desde la música, reventamos no con una cacerola, sino con los instrumentos, haciendo música, diciendo basta, que no está todo bien. Esta es la realidad».
Víctor Lozaitti, para el diario La Nación de Chile, 2008

## Discografía
Desde que se formó la banda en 2000, lanzaron un total de siete álbumes de estudio, un álbum en vivo y un álbum recopilatorio, todos editados por Magenta Discos.

### Álbumes de estudio
| Año  | Álbum                             | Discográfica   |
| ---- | --------------------------------- | -------------- |
| 2001 | Arriba las manos                  | Magenta Discos |
| 2002 | Sólo le pido a Dios               | Magenta Discos |
| 2003 | Criando cuervos                   | Magenta Discos |
| 2004 | El poder de la Guadaña            | Magenta Discos |
| 2007 | Perdónalos, no saben lo que hacen | Magenta Discos |
| 2009 | Material de difusión              | Magenta Discos |
| 2013 | Ojo x ojo                         | Magenta Discos |

### Álbumes en vivo
| Año  | Álbum                      | Discográfica   |
| ---- | -------------------------- | -------------- |
| 2002 | En vivo... hasta la muerte | Magenta Discos |

### Álbumes recopilatorios
| Año  | Álbum                                       | Discográfica   |
| ---- | ------------------------------------------- | -------------- |
| 2001 | Pibes chorros: discografía completa, vol. 1 | Magenta Discos |